# Makarauka (rejon orszański)
Makarauka (biał. Макараўка; ros. Макаровка, Makarowka, pol. hist. Makarówka) – wieś na Białorusi, w obwodzie witebskim, w rejonie orszańskim, w sielsowiecie Barzdouka, przy drodze republikańskiej R15.

## Historia
W XIX i w początkach XX w. wieś położona była w Rosji, w guberni mohylewskiej, w powiecie horeckim. Następnie w granicach Związku Sowieckiego. Od 1991 roku w niepodległej Białorusi.